# ローザンナ (小惑星)
ローザンナ (1938 Lausanna) は、小惑星帯の小惑星。スイスの天文学者パウル・ヴィルトがベルン大学のツィンマーバルト天文台で発見した。
スイス連邦のヴォー州の州都ローザンヌから命名された。